# 何塞·克莱门特·奥罗斯科
何塞·克莱门特·奥罗斯科（西班牙語：José Clemente Orozco，1883年11月23日—1949年9月7日）墨西哥讽刺画画家，擅长画政治题材的壁画。与迭戈·里韦拉、大卫·阿尔法罗·西凯罗斯一同发起了墨西哥壁画运动。
他生于哈利斯科州。曾参加1910年开始的民主革命。1923年在国立预备学校完成第一幅壁画，获得成功。1928—1934年侨居美国，绘制了三套壁画，其中以在加利福尼亚州波莫纳学院的《普洛米修斯》最著名。1934年回国专事壁画创作。最后的作品为绘在国立历史博物馆的《华雷斯与改革》和绘在政府大厦参议员会议厅的《伊达尔戈和解放》，反映了墨西哥人民反抗西班牙殖民者的革命历史。其他还有《战壕、旧秩序的毁灭、罢工》《火人》等。其作品兼收表现派的艺术语言和现代版画的表现方法，并结合墨西哥古代艺术的传统象征手法，风格新颖，对美洲各国艺术有一定影响。

## 外部連結
- Portrait of Orozco （页面存档备份，存于） by Edward Weston, 1930. This was Orozco's favorite, and Weston considered it one of his finest portraits.
- Photographic portrait of Orozco by Berenice Abbott（页面存档备份，存于）
- Murals at Government Palace and Sala do Congreso (panoramas)（页面存档备份，存于）
- Orozco at MexConnect.com（页面存档备份，存于）
- Dartmouth Digital Orozco（页面存档备份，存于） virtual tour of "The Epic of American Civilization"
- José Clemente Orozco's PrometheusPomona College Museum of Art（页面存档备份，存于）
- Zapata, Oil on canvas; 178.4 x 122.6 cm, at Abstract-Art.com（页面存档备份，存于）
- Christ Destroying his Cross, Oil on canvas; 36 5/8 x 511/8 in., at Humanities-interactive.org（页面存档备份，存于）
- Man of Fire and other murals at Hospicio Cabañas（页面存档备份，存于）
- Orozco: Man of Fire documentary